# Hurt (T.I.)
Hurt is een nummer van T.I. vs. T.I.P., het vijfde studioalbum van de Amerikaanse rapper T.I.. Het nummer werd uitgebracht op 12 november 2007 door het platenlabel Atlantic. Ook Busta Rhymes en Alfamega zijn te horen op dit nummer. De productie werd verzorgd door Danja.
De videoclip is uitgebracht in zwart-wit, en heeft een gewelddadig uiterlijk, waaronder T.I. die een honkbalknuppel vasthoudt en ermee dreigt. Een aantal collega's van T.I., die ook getekend zijn bij Grand Hustle Records, zijn ook te zien in de videoclip, waaronder Young Dro, Big Kuntry, DJ Drama, Xtaci en Yelawolf.

## Hitlijsten
| Hitlijst (2007-2008)                 | Hoogste positie |
| ------------------------------------ | --------------- |
| U.S. Billboard Hot R&B/Hip-Hop Songs | 89              |
| U.S. Billboard Hot Rap Tracks        | 8               |